# Чайче (Злотовський повіт)
Чайче (пол. Czajcze, нім. Waldhof) — село в Польщі, у гміні Краєнка Злотовського повіту Великопольського воєводства.
Населення — 169 осіб (2011).
У 1975-1998 роках село належало до Пільського воєводства.

## Демографія
Демографічна структура станом на 31 березня 2011 року:
|          | Загалом | Допрацездатний вік | Працездатний вік | Постпрацездатний вік |
| -------- | ------- | ------------------ | ---------------- | -------------------- |
| Чоловіки | 85      | 14                 | 66               | 5                    |
| Жінки    | 84      | 12                 | 57               | 15                   |
| Разом    | 169     | 26                 | 123              | 20                   |